# Konung Oscar II:s likbegängelse
Konung Oscar II:s likbegängelse är en svensk kortfilm från 1907 med foto av Walfrid Bergström och Kalle Vallberg. Filmen är ett slags reportage från Oscar II:s begravning den 19 december 1907 och visar "likets transport från Slottskapellet till Riddarholmskyrkan".